# Rhyacophila inconspicua
Rhyacophila inconspicua är en nattsländeart som beskrevs av Morton 1900. Rhyacophila inconspicua ingår i släktet Rhyacophila och familjen rovnattsländor. Inga underarter finns listade i Catalogue of Life.